# Guennadi Prígoda
Guennadi Prigoda (Rusia, 2 de mayo de 1965) es un nadador ruso retirado especializado en pruebas de estilo libre, donde consiguió ser campeón olímpico en 1992 en los 4 x 100 metros libre, representando al Equipo Unificado. Está casado con la exnadadora Yelena Vólkova y es padre del nadador Kiril Prígoda.

## Carrera deportiva
En las Olimpiadas de Seúl 1988 ganó tres medallas: plata en 4 x 100 metros libre, bronce en 50 metros libre y otro bronce en 4 x 100 metros estilos; en esta ocasión representaba a la Unión Soviética.
Cuatro años más tarde, en los Juegos Olímpicos de Barcelona 1992 y representando al Equipo Unificado, ganó la medalla de plata en los relevos de 4 x 100 metros libre, con un tiempo de 3:17.56 segundos, tras Estados Unidos y por delante de Alemania.